# Arnungaredssjö
Arnungaredssjö är en sjö i Ulricehamns kommun i Västergötland och ingår i Ätrans huvudavrinningsområde.